# اعرف نفسك

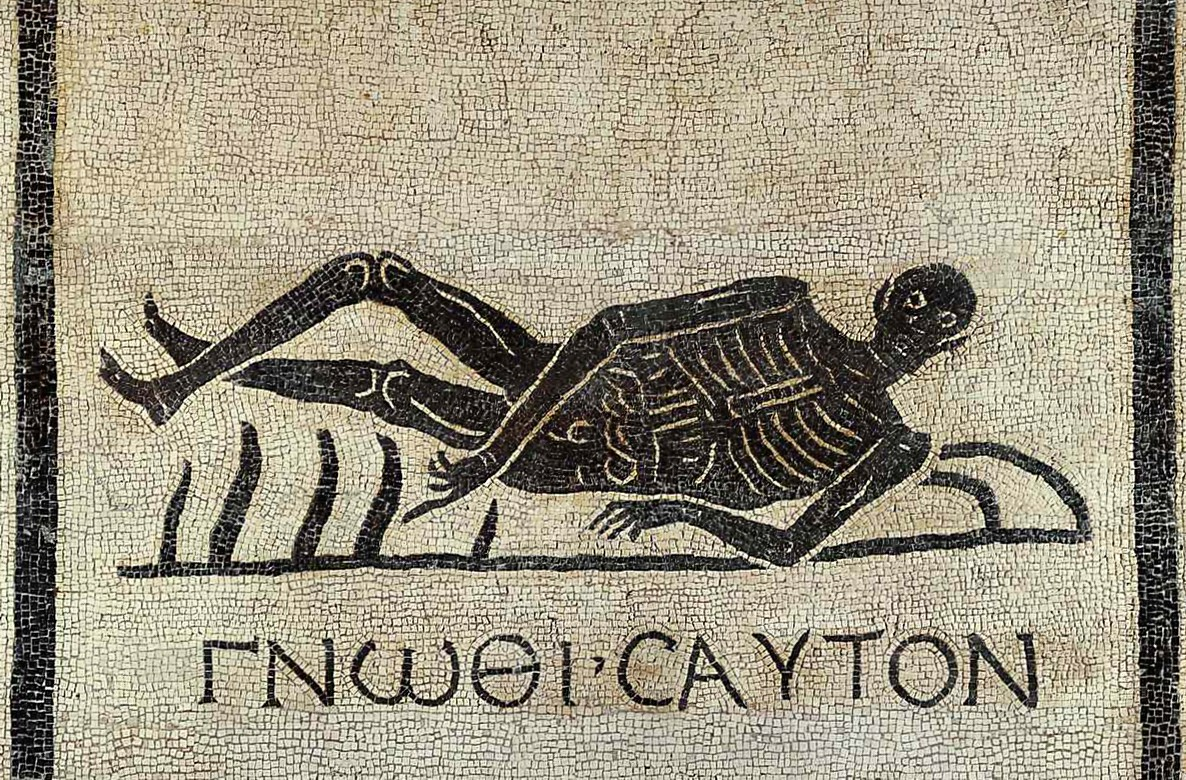
وهو تذكار موري فسيفساء من الحفريات في دير سان غريغوريو في روما ، ويضم الشعار باليونانية.

في اليونانية القديمة القول المأثور «اعرف نفسك» (في اليونانية: γνῶθι σεαυτόν, ترجم: gnōthi seauton), هي واحدة من حكم دلفي وكان مكتوبا في الفناء من معبد أبولو في دلفي وفقا للكاتب اليوناني باوسانياس (10.24.1). العبارة في وقت لاحق شرحها الفيلسوف سقراط.